# Ekeby (Bjuv)
Ekeby is een plaats in de gemeente Bjuv in Skåne, de zuidelijkste provincie van Zweden. De plaats heeft 3044 inwoners en een oppervlakte van 289 hectare. In de plaats is zowel een radiomuseum als een technisch museum te vinden.
De kerk van Ekeby stamt uit 1863 maar heeft een priesterkoor in de romaanse stijl gebouwd uit de 11e eeuw.
De plaats heeft uit ook een badhuis uit de jaren twintig van de 20ste eeuw gebouwd met colonnade in de uit Griekenland afkomstige bouwstijl Dorische orde. Dit badhuis heeft een interieur gemaakt van bruine klinkers.

## Verkeer en vervoer
Ekeby is bereikbaar met buslijn 297 en 298 van de openbaarsvervoermaatschappij Skånetrafiken.
De plaats ligt aan de weg Länsväg 109 die loopt van Helsingborg naar Bårslöv en Ekeby, en aan Länsväg 110 die loopt van Saxtorp naar Asmundtorp, Ekeby, Billesholm, Bjuv en Hyllinge.